# Sieglinde Bottesch

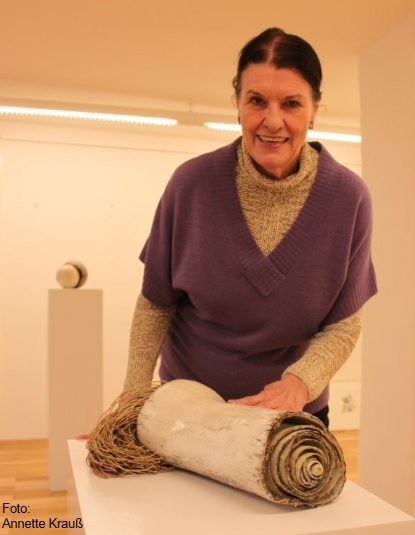
Sieglinde Bottesch mit einem ihrer Werke

Sieglinde Bottesch (* 21. Dezember 1938 in Hermannstadt, rumänisch Sibiu) ist eine deutsche Malerin, Grafikerin und Objektkünstlerin.

## Leben
Sieglinde Bottesch studierte an der Fakultät der Bildenden Künste des Pädagogischen Instituts in Bukarest, mit Abschlussdiplom 1965. In den Folgejahren arbeitete sie als freischaffende Künstlerin, Illustratorin und Kunsterzieherin in Hermannstadt, bevor sie 1987 in die Bundesrepublik aussiedelte. Seitdem lebt und arbeitet Bottesch als Kunsterzieherin und freischaffende Künstlerin in Ingolstadt. Sie führte seit 1967 zahlreiche Ausstellungen im In- und Ausland aus. Hauptgebiete künstlerischen Schaffens sind Handzeichnungen, Malerei, Objekte und Druckgrafik.

## Preise und Förderungen
- 1999: 1. Preis des Evangelisch-Lutherischen Dekanats Ingolstadt[1][2]
- 2005–2007: Bayerische Atelierförderung[3]
- ab 2010: Bayerischer Künstlerehrensold[4]
- 2016: Siebenbürgisch-Sächsischer Kulturpreis[5][6][7][8]

## Ausstellungen (Auswahl)
Druckerzeugnis zur betreffenden Ausstellung: K=Katalog, L=Leporello

### Einzelausstellungen
- 1974: Brukenthalmuseum, Hermannstadt[9]
- 1974: Galerie 74, HeilbronnL[10][11][12]
- 1974: Galerie Sirius, Hermannstadt[13][14]
- 1978: Galerie Sirius, HermannstadtL[15][16][17][18]
- 1989: Haus des Deutschen Ostens, MünchenL[19]
- 1989: Galerie der Künstlergilde, EsslingenL[20]
- 2001: Bayerische Staatsbibliothek, MünchenL[21]
- 2007: Galerie für Zeitgenössische Kunst des Brukenthalmuseums, HermannstadtK[22]
- 2008: Städtische Galerie Harderbastei, IngolstadtK[23]
- 2011: Siebenbürgisches Museum, Schloss Horneck, GundelsheimL[24]
- 2013: Haus des Deutschen Ostens, MünchenK[25]
- 2015: DA-SEIN, Environment im Exerzierhaus (auf ca. 720 m²) im Klenzepark, IngolstadtK[26]
- 2017: Kunstgewölbe, DinkelsbühlL
- 2022/23: Kunstforum Ostdeutsche Galerie, Regensburg:  mit Bernard Schultze: „Wachsen und Vergehen“, Objekte und Grafik

### Gruppenausstellungen
- 1971: Kunstmuseum, RigaK[27][28]
- 1975–1985: Biennalen und Landesausstellungen für Malerei und Grafik in RumänienK[29][30]
- 1981: Ostdeutsche Galerie, Regensburg
- 1985: Gegenwartsgrafik aus Rumänien, Galerie am Weidendamm, Berlin und Kunsthalle RostockK[31]
- ab 1988: Ausstellungen des BBK Oberbayern Nord & Ingolstadt e.V.[32]
- 2001: Kunstmuseum, Győr, Ungarn
- 2002: Biohistoricum, Neuburg/D; Metamorphosen.K[33]
- 2004: Städtische Galerie, RosenheimK[34]
- 2005: Kulturmodell, Passau
- 2006: Arkadengalerie, München und Haus der Kunst, MünchenK[35]
- 2007: Kloster Asbach, Rotthalmünster
- 2009: Kammerhofgalerie, Gmunden, Österreich
- 2010: „Open Heart“, Kunst im öffentlichen Raum, Eichstätt[36]
- 2011: Kulturspeicher, Würzburg
- 2012: Künstlergilde, UlmL[37]
- 2013: Nationalmuseum Kragujevac, SerbienK[38]
- 2015: Jahresausstellung des BBK Obb. Nord & Ingolstadt e.V.
- 2016: Städtische Galerie, Pfaffenhofen
- 2017: Jahresausstellung GEDOK München im „Ganserhaus“, Wasserburg am InnL[39]
- 2017: BBK-Ausstellung im Rathausfletz, Neuburg/D.
- 2017/2018: „Künstlerinnen eines Jahrhunderts“, Galerie für Zeitgenössische Kunst des Brukenthalmuseums, Hermannstadt[40]
- 2018: „Frankenstein 4.0“, Städtische Galerie in der Harderbastei, Ingolstadt[41]
- 2018: Jahresausstellung der GEDOK München, Kulturwerkstatt 10, Kloster Fürstenfeld, FürstenfeldbruckL[42]